# غرايم ميلر (لاعب كريكت)
غرايم ميلر (بالإنجليزية: Graeme Miller)‏ (24 سبتمبر 1940 في أستراليا - 30 مايو 2008) هو لاعب كريكت أسترالي. لعب مع فريق تسمانيا للكريكت.

## وصلات خارجية
- غرايم ميلر (لاعب كريكت) على موقع إي آس بي آن كريك إنفو (الإنجليزية)